# 空の日
空の日（そらのひ）は日本で制定された記念日で、9月20日である。

## 概要
1910年（明治43年）に徳川好敏、日野熊蔵両陸軍大尉が代々木練兵場において日本初の動力飛行に成功して30周年、ならびに紀元2600年を記念して1940年（昭和15年）9月28日に制定された「航空日」にその起源を持つ。
翌年「航空日」は9月20日と決定され、それが定着した。終戦後一時廃止されたが1953年（昭和28年）に復活。1992年（平成4年）には民間航空再開40周年を記念し「空の日」と改称され、また9月20日から30日が「空の旬間」とされ今に至る。シンボルキャラクターの「くにまるくん」は「空の日」改称時に同時に設定され、「9（く）2（に）0（まる）」に因んで命名された。
9月20日という日付に設定されたのには特別な意味はないが、3月10日の陸軍記念日や5月27日の海軍記念日が春に行われるために時期をずらして秋とし、その中から晴れの特異日を選んだものである（なお徳川・日野の初飛行自体は12月19日であった）。
毎年、「空の旬間」には全国の空港等のうち1か所がスカイフェスタ会場とされて大規模なイベントが行われる。この他にも航空局・航空会社・空港管理会社等が各地の空港・レーダー事務所等において、管制塔などの空港施設見学、航空教室等を開催する。成田山新勝寺（成田国際空港）や穴守稲荷神社（東京国際空港）、飛行神社などの航空産業と関わりの深い社寺では、航空安全の祈祷式が執り行われる。
2003年から「敬老の日」が毎年9月15日から9月第3月曜日に変更されたことにより、2004年・2010年・2021年は「空の日」が祝日と被ることになる。

## 関連事項
- ミス日本 - 2011年まで、「ミス日本・空の日」という表彰項目があり、受賞者は国土交通省、防衛省主催・後援の航空の安全や保安を目的としたキャンペーン活動のイメージガールとしてアピールを行っていた。
- 国際民間航空デー
- 飛行機の日 - 12月17日。ライト兄弟による世界初飛行を記念する日。
- 日本人初飛行の日 - 12月19日。日野熊蔵・徳川好敏による公式な日本初飛行を記念する日。
- 民間航空記念日 - 10月25日。日本航空による戦後の民間航空第一便の就航を記念する日。
- 国際航空業務再開の日 - 2月2日。日本航空による国際線の再開を記念する日。
- 世界一周記念日 - 3月6日。日本航空による世界一周西回り路線の就航を記念する日。
- スチュワーデスの日 - 3月5日。東京航空輸送社にて初のエアガールが採用された事を記念する日。
- リンドバーグ翼の日 - 5月21日。チャールズ・リンドバーグによる大西洋無着陸横断飛行を記念する日。
- バスの日 - 運輸に関する同日の記念日。